# Voglia di vittoria
Miracle Giants Dome-kun (ミラクル・ジャイアンツ童夢くん?, Mirakuru jaiantsu Dōmu-kun) è un manga di genere spokon, incentrato sul gioco del baseball del 1988 scritto da Shōtarō Ishinomori.
Da esso è stata tratta una serie televisiva anime realizzata dallo studio Gallop e trasmessa tra il 1989 e il 1990 dal network giapponese Nippon Television. L'edizione italiana dell'anime è stata trasmessa con il titolo Voglia di vittoria su Italia 7 tra luglio e settembre 1992.

## Trama
Bob (Domu Shinjo nella versione originale) è il figlio di una defunta stella del baseball nipponico, dal quale ha ereditato la passione per tale sport ed un portentoso tiro in grado di far sparire la palla per qualche secondo. Pur trovando contro di sé l'opposizione da parte della madre e della sorella maggiore, Bob riesce ad entrare negli Yomiuri Giants, team professionistico dove militava suo padre; la sua divisa di gioco ha come numero 1/2. Con lui in squadra i Giants divengono imbattibili nei match giocati nel proprio stadio, il Tokyo Dome, il cui nome fu fonte d'ispirazione per il padre nel battezzare il figlio (Domu corrisponde alla pronuncia inglese di Dome).
Nuovi rivali e nuove tecniche di lancio verranno alla luce nel corso dell'anime; tra i battitori più temibili che Bob affronterà ci saranno il fuoriclasse Hiromitsu Ochiai dei Chunichi Dragons, un altro giovane battitore (il cui nome originale è Torao Tsutenkaku) degli Hanshin Tigers che studia gli avversari al computer, un grasso e forzuto giocatore di nome Dodo che veste la divisa degli Yokohama Taiyo Whales e che può giocare sia da battitore che da esterno, una ragazza, Melody Norman, che può giocare sia da lanciatrice che da battitrice e che milita negli Hiroshima Toyo Carp (chiamati "Red Sox" nel doppiaggio italiano), ed infine Don Carlos, un ex-torero spagnolo che si unisce agli Hiroshima Toyo Carp.

## Personaggi
Dome Shinjo (新城 童夢?, Shinjo Domu, Bob nell'edizione italiana dell'anime)
Doppiato da: Chika Sakamoto (ed. giapponese), Marina Massironi (ed. italiana)
Protagonista dell'opera, è un ragazzino delle scuole elementari, figlio di un defunto fuoriclasse del baseball, e che vive con la madre e la sorella maggiore. Seppur in possesso di un enorme talento per il baseball per merito degli insegnamenti del padre, è inizialmente restio nell'accettare di unirsi ai professionisti degli Yomiuri Giants, ex squadra del padre, in quanto Dome crede che il genitore sia morto per affaticamento causato dagli allenamenti, ma poi si ricrede e diventa una pedina fondamentale per la squadra di Tokyo, inizialmente come lanciatore ma poi si diletta anche come battitore ed esterno. Veste la divisa col numero ½ in quanto il suo primo tiro ai provini dei Giants coprì solamente metà distanza dal monte di lancio al ricevitore.
Tecniche speciali
- Tiro Miraggio di Neve (スノーミラージュボール?, Snow Mirage Ball): è il primo tiro speciale di Dome, ereditato dal padre quando i due si allenavano assieme. Viene utilizzato dal protagonista solamente negli incontri disputati al Tokyo Dome, in quanto consiste nel lanciare una palla priva di rotazione ed effetto nell'occhio di una turbolenza causata dal sistema di aria condizionata dello stadio di Tokyo: per mezzo dell'effetto Magnus la palla si alza improvvisamente per poi tornare in traiettoria, ma a causa del sistema d'illuminazione dello stadio il battitore ha l'impressione che la palla scompaia per poi riapparire. Hiromitsu Ochiai dei Chunichi Dragons è il primo battitore che riuscì a battere il tiro in un fuoricampo.
- Tiro dei Sette Colori (レインボースパークボール?, Rainbow Spark Ball): secondo tiro speciale di Dome, realizzato dopo che il Tiro Miraggio di Neve venne battuto. Consiste in una forkball che sfrutta sia la turbolenza del sistema di ventilazione del Tokyo Dome per dare alla palla un effetto a spirale, sia l'illuminazione dello stadio riflessa sulla superficie lucida della palla: la combinazione di questi elementi causa al battitore l'illusione del vedere sette palle abbaglianti. Torao e Melody riescono a battere il tiro debolmente o in fallo, e grazie ad un consiglio di Melody il tiro viene migliorato con l'aggiunta di una torsione del polso che permette di aumentare le immagini residue della palla, ma Dodo riuscirà a battere il tiro in un fuoricampo al primo tentativo.
- Tiro Uragano (サンダーバキュームボール?, Thunder Vacuum Ball): il tiro più potente della serie, è una palla veloce che può raggiungere i 270 km/h; Dome riesce a realizzarlo dopo duri allenamenti presso Yumenoshima, dove perfeziona la tecnica che consiste nel caricare il tiro grazie alla flessione del busto all'indietro e al movimento del braccio, con l'aggiunta di un calcio che crea un vuoto nel quale viene lanciata la palla. Grazie a questo nuovo tiro Dome riuscirà a sconfiggere Dodo, ma sarà Carlos a battere con facilità il potente tiro.
- Tiro Buco Nero (ハイパースピンブラックホールボール?, Hyper Spin Black Hole Ball): l'ultimo tiro speciale di Dome nella serie TV, è caratterizzato da una forte rotazione alla palla sul proprio asse la quale crea un buco nero che attira a sé la mazza del battitore, causando battute imprecise. Carlos riuscirà a ribattere il tiro colpendo la palla con un movimento verticale della mazza.

## Creazione e sviluppo
L'opera venne creata allo scopo di far tornare popolare il baseball in un periodo nel quale molti ragazzini giapponesi avevano perso interesse verso tale sport; inoltre durante lo stesso periodo venne inaugurato il Tokyo Dome. Il manga e l'anime ottennero pieno supporto da parte della federazione di baseball del Giappone e degli Yomiuri Giants.
Fatta eccezione per i giocatori adolescenti presenti nell'opera come Bob e Torao, tutti gli altri giocatori sono ispirati a persone reali che presero parte al campionato giapponese di baseball del 1989, e che in Italia sono stati adattati con nomi propri inglesi.
Nel 1989 furono proprio i Giants i campioni della Central League del campionato Nippon Professional Baseball, nonché i campioni nazionali, sconfiggendo nelle Japan Series i Kintetsu Buffaloes. Tutte le squadre che i Giants affrontano nell'anime sono squadre della Central League, di conseguenza le Japan Series non sono presenti e alla fine del cartone i Giants non sono affatto i campioni nazionali.

## Doppiaggio
Il doppiaggio italiano è stato eseguito presso lo Studio P.V. di Milano sotto la direzione di Dania Cericola. La traduzione dall'originale giapponese è di Daniela Raugi mentre i dialoghi italiani sono a cura di Ambra Gariboldi. Come assistente al doppiaggio figura Antonia De Angelis, mentre sincronizzazione e mix sono a cura di Anna Alati e Riccardo Perego; il tecnico audio è Michele Filipponio.
| Personaggio  | Voce originale   | Voce italiana      |
| ------------ | ---------------- | ------------------ |
| Bob          | Chika Sakamoto   | Marina Massironi   |
| Sean Ameri   | Shinya Ōtaki     | Alberto Mancioppi  |
| Dodo         | Masahiro Anzai   | Orlando Mezzabotta |
| Norman       | Mitsuru Ogata    |                    |
| George       | Mitsuaki Hoshino |                    |
| David        | Yōsuke Akimoto   |                    |
| Clayton      | Hideyuki Umezu   |                    |
| Telecronista | Shinya Ōtaki     | Gianfranco Gamba   |

## Sigle
Sigla iniziale giapponese
- "Bokura no yume ni yoroshiku" (ボクらの夢によろしく?) interpretata da Cha-cha

Sigla finale giapponese
- "Yasashite sareta, ano kimochi" (やさしくされた、あの気持ち?) interpretata da Cha-cha

Sigla italiana
- La sigla televisiva italiana è un ri-arrangiamento di quella originale giapponese, ma in versione strumentale. Il video della sigla italiana è una scena dell'episodio 9, ovvero la seconda sfida tra Bob e Hiromitsu Ochiai.

## Episodi
| Nº | Titolo italiano Giapponese 「Kanji」 - Rōmaji - Traduzione letterale | In onda           | In onda           |
| Nº | Titolo italiano Giapponese 「Kanji」 - Rōmaji - Traduzione letterale | Giapponese        | Italiano          |
| 1  | Odio i Giants 「ジャイアンツなんか 大きらいだ!」 - jaiantsu nanka dai kiraida! – "Io odio i Giants!" | 2 aprile 1989     | 1º luglio 1992    |
| 1  | Dome Shinjyo (Bob) è un ragazzino delle scuole elementari che vive con la madre Mayumi, proprietaria di una paninoteca, e con la sorella maggiore Akane; il defunto padre Yumeto Shinjyo era un lanciatore fuoriclasse degli Yomiuri Giants che riuscì nell'impresa di realizzare un perfect game al suo primo anno da professionista in un match contro gli Yakult Swallows. Dome ha un talento eccezionale per il baseball, grazie anche agli insegnamenti del padre dal quale ereditò il Tiro Miraggio, ma odia lo sport e in particolare i Giants perché è convinto che Yumeto sia morto a causa dei duri allenamenti e degli eccessivi sforzi al braccio destro. La madre svela a Dome la verità sulla morte di Yumeto, e l'ex lanciatore dei Giants Suguru Egawa (Sean Ameri), grande amico del padre di Dome, convince il ragazzo ad entrare in squadra. |                   |                   |
| 2  | 「中畑ビックリ!? 消える魔球」 - nakahata bikkuri!? kie ru makyū – "Nakahata si fa sorprendere!? La palla magica che scompare" | 9 aprile 1989     | 3 luglio 1992     |
| 2  | Una sera Dome viene convocato in segreto da Egawa al Tokyo Dome, lo stadio che diede ispirazione al padre del ragazzino per il suo nome, per un provino come lanciatore in presenza dell'allenatore Motoshi Fujita. Dome deve affrontare il battitore dei Giants Kiyoshi Nakahata (Norman), al quale segna tre strike utilizzando tra le varie tecniche il proprio tiro speciale con la palla che si alza all'improvviso per poi tornare in traiettoria, dando l'impressione al battitore che la palla stessa sparisca per qualche secondo. In una conferenza stampa Dome viene presentato come nuovo lanciatore dei Giants ad un gruppo di increduli giornalisti: Dome giocherà prevalentemente gli incontri casalinghi al Tokyo Dome, vestirà la divisa numero ½ in quanto il suo primo tiro contro Nakahata coprì solamente metà distanza, e porterà sulla schiena il proprio nome Dome anziché il cognome Shinjyo, già utilizzato in passato dal padre. |                   |                   |
| 3  | 「開幕戦は オレにまかせろ!」 - kaimakusen ha ore nimakasero! – "Lascia il primo turno a me!" | 16 aprile 1989    | 6 luglio 1992     |
| 3  | La notizia dell'ingresso tra le file dei Giants di un ragazzino delle elementari arriva in prima pagina di tutti i quotidiani e alle orecchie dei giocatori delle altre squadre della Central League; molti atleti e giornalisti non prendono seriamente la nuova, e alcuni reporter confrontano Dome di ritorno da scuola, con il ragazzino che stende uno dei giornalisti con un tiro. Dome socializza con i compagni di squadra, che lo aiutano ad allentare la tensione per il debutto. Il primo match è contro gli Yakult Swallows, dove un nervosissimo Dome fa il suo ingresso in campo per affrontare il battitore Kazushige Nagashima. |                   |                   |
| 4  | 「絶好調! 童夢スペシャル」 - zekkōchō! warabe yume supesharu – "Forma al top! Lo speciale Domu" | 23 aprile 1989    | 8 luglio 1992     |
| 4  | Dome fa il suo debutto nel nono e ultimo inning della partita con i Giants che conducono 3 a 2; prima di lanciare il ricevitore Kazuhiro Yamakura dà consigli a Dome. Dome sbaglia volutamente il primo tiro, e successivamente realizza due strike con il suo Tiro Miraggio e sventa un tentativo di base rubata; l'allenatore degli Yakult Junzo Sekine protesta con l'arbitro, chiedendo di controllare che la palla non sia truccata, ma lo fa nel tentativo di deconcentrare Dome il quale sbaglierà due tiri consecutivi. |                   |                   |
| 5  | 「動く星野監督 魔球をさぐれ!」 - ugoku hoshino kantoku makyū wosagure! – "Mister Hoshino in azione alla ricerca della palla magica!" | 30 aprile 1989    | 10 luglio 1992    |
| 5  | Dome realizza il terzo strike con il suo tiro speciale ed elimina Nagashima, portando i Giants alla vittoria; il tiro finale viene visto in diretta da Senichi Hoshino, allenatore dei Chunichi Dragons, e da un reporter, i quali vogliono vederci chiaro sul Tiro Miraggio di Dome. Si gioca il secondo incontro tra Giants e Swallows, e Dome elimina Takahiro Ikeyama con uno strikeout sotto gli occhi degli spettatori, tra questi un reporter con occhiali da sole che pedina Dome, un misterioso individuo in impermeabile, e qualcuno che sta analizzando i tiri di Dome tramite un computer con apprendimento automatico. Un preoccupato Hoshino chiama in disparte Hiromitsu Ochiai, il più forte battitore dei Dragons, e lo mette al corrente delle qualità di Dome. |                   |                   |
| 6  | 「初対決!勝負だ落合!」 - hatsutaiketsu! shōbu da ochiai! – "La prima resa dei conti! È una partita, Ochiai!" | 7 maggio 1989     | 13 luglio 1992    |
| 6  | Il match contro i Swallows sta volgendo al termine e Dome è prossimo ad eliminare il terzo ed ultimo battitore Katsumi Hirosawa, ma mister Fujita lo richiama in panchina. Hoshino dei Dragons ottiene da degli ingegneri il risultato dello studio effettuato a computer dei tiri di Dome; Dome va ad allenarsi da solo in una foresta di bambù, venendo spiato dal giornalista con occhiali da sole e dalla spia in impermeabile. Arriva il giorno della sfida tra Giants e Dragons: nel primo inning Dome elimina Toshikatsu Hikono e altri due battitori con tiri sopra i 100 km/h; nel secondo inning con i Giants che conducono per 2 a 0 fa il suo ingresso Ochiai per i Dragons: Dome lo elimina con apparente facilità, in realtà Ochiai ha sacrificato il turno per studiare il tiro di Dome. |                   |                   |
| 7  | 「やったぜ!六連続三振!」 - yattaze! roku renzokusanshin! – "Ce l'ho fatta! Sei strikeout di fila!" | 14 maggio 1989    | 15 luglio 1992    |
| 7  | Ochiai ammette ai giornalisti che non ha provato a ribattere il Tiro Miraggio di Dome per poter studiare la traiettoria del tiro. Dopo la vittoria i compagni di Dome lo spronano ad impegnarsi anche negli studi. Mentre i Giants giocano un incontro con gli Hiroshima Toyo Carp, Dome è impegnato con i giochi scolastici, e dopo aver vinto la gara di staffetta corre al Tokyo Dome per aiutare i Giants: entrerà all'inizio dell'ottavo inning ed eliminerà in sequenza sei battitori, impedendo ai Carp di realizzare punti e portando alla vittoria il proprio team. Ochiai, osservando il movimento a vortice della polvere posta dinanzi ad un ventilatore, intuisce la traiettoria del Tiro Miraggio di Dome. |                   |                   |
| 8  | 「落合、魔球打倒宣言」 - ochiai, makyū datō sengen – "Ochiai dichiara di voler sconfiggere la palla magica" | 21 maggio 1989    | 17 luglio 1992    |
| 8  | Ochiai dichiara che riuscirà a battere il tiro di Dome; Dome si allena con i lanciatori Katsuhito Mizuno e Masumi Kuwata e nota come la sua palla veloce è di molto più lenta rispetto a quella dei compagni. Il giornalista con gli occhiali scopre la misteriosa spia in impermeabile che si allena di notte nella stessa foresta di bambù dove si allenava Dome, nel tentativo di riprodurre il Tiro Miraggio; successivamente lo scorge al Tokyo Dome durante una partita e decide di stargli addosso; la spia s'intrufola nello stadio, accende i riflettori e prima che arrivino le guardie prova a replicare il tiro di Dome: sembra quindi che il tiro sfrutti il particolare impianto d'illuminazione del Tokyo Dome per dare l'impressione che la palla scompaia, e questo spiegherebbe il perché Dome gioca solamente incontri casalinghi. Dome viene ospitato a casa di Tatsunori Hara (George) che lo mette in guardia sulle doti di Ochiai; il reporter in occhiali scopre che la spia in impermeabile lavora per i Dragons di Hoshino e Ochiai, ma quest'ultimo rifiuta di venire aiutato in quanto crede di aver scoperto il segreto del Tiro Miraggio da solo. |                   |                   |
| 9  | 「対決!落合対童夢」 - taiketsu! ochiai tsui warabe yume – "Resa dei conti! Ochiai contro Domu" | 28 maggio 1989    | 20 luglio 1992    |
| 9  | Arriva il giorno della seconda sfida tra Giants e Dragons: nel primo inning Dome elimina Hikono e George Hinshaw, e durante i lanci del protagonista Ochiai scopre che il Tiro Miraggio impiega sempre 4 secondi dal momento del rilascio alla ricezione. Il secondo inning inizia sullo 0 a 0, e Dome affronta finalmente Ochiai: il battitore dei Dragons lascia passare i primi due tiri speciali, ma allo stesso tempo riesce a prenderne perfettamente il tempo, il ricevitore Takayoshi Nakao se ne accorge e consiglia a Dome di cambiare strategia, ma questo non vuole sentire ragioni e tira per la terza volta il Tiro Miraggio, che per la prima volta viene battuto in un fuoricampo. |                   |                   |
| 10 | 「うそだ! オレの魔球が破れた!?」 - usoda! ore no makyū ga yabure ta!? – "Non ci credo! La mia palla magica è stata sconfitta!?" | 4 giugno 1989     | 22 luglio 1992    |
| 10 | Dome si fa prendere dallo sconforto e contro Yasuaki Taiho regala una base su ball; i compagni gli danno fiducia e lo lasciano lanciare nuovamente, questa volta senza utilizzare il tiro speciale: Masaru Uno gli batte un tiro ma Hara riesce miracolosamente a intercettarlo. Dome è in crisi totale e regala basi e punti agli avversari, e quando tocca nuovamente a Ochiai questo batte un altro fuoricampo che si schianta sul tabellone elettronico dello stadio: è ora chiaro che il Tiro Miraggio sfrutta sia l'effetto Magnus delle turbolenze presenti nel Tokyo Dome per permettere ad un tiro lento e privo di rotazione di impennarsi per poi planare acquisendo velocità, sia l'illuminazione dello stadio per nascondere la palla quando questa si alza. Nel solo secondo inning i Dragons realizzano 9 punti, e un distrutto Dome viene sostituito durante il terzo inning e scoppia in lacrime. |                   |                   |
| 11 | 「天才打者、虎雄登場!」 - tensai dasha, torao tōjō! – "Fa la sua apparizione il geniale battitore Torao!" | 11 giugno 1989    | 24 luglio 1992    |
| 11 | Dopo la bruciante sconfitta contro i Dragons, Dome viene mandato da madre e sorella in ritiro fuori città nel vivaio dei Giants. Durante una conferenza stampa Minoru Murayama, allenatore degli Hanshin Tigers, presenta il nuovo acquisto Torao Tsutenkaku con il numero 007, un coetaneo di Dome proveniente da una famiglia zaibatsu: come battitore vanta una media del 100% di tiri battuti, ed è noto per studiare gli avversari utilizzando sofisticati computer dotati di intelligenza artificiale; Torao sfida Dome in diretta TV, annunciando che anch'egli riuscirà a sconfiggere il Tiro Miraggio. I Giants privi di Dome perdono contro i Tigers, con Torao che batte un fuoricampo. |                   |                   |
| 12 | 「あみだせ新魔球!」 - amidase shinmakyū! – "La nuova palla magica!" | 18 giugno 1989    | 27 luglio 1992    |
| 12 | Dome prosegue la sua routine tra scuola e allenamenti con il vivaio, dove si concentra nel trovare un'alternativa al già sconfitto Tiro Miraggio, e nella lavanderia della squadra ha un'intuizione mentre osserva delle bolle di sapone in aria; il protagonista torna al Tokyo Dome per sperimentare un nuovo tiro: mister Fujita è inizialmente contrario a reintegrare il ragazzino, ma alla fine lo accoglie. Nel frattempo Torao, già stella dei Tigers e adorato dalle ragazzine, prende parte al match contro gli Hiroshima Toyo Carp dove domina grazie alla sua Battuta Computerizzata, ovvero l'analisi che fa del tiro avversario in base ai dati già raccolti dai suoi elaboratori; in un'altra conferenza stampa lancia nuovamente la sfida a Dome. |                   |                   |
| 13 | 「七色の魔球完成!?」 - nanairo no makyū kansei!? – "La palla magica dai sette colori è pronta!?" | 25 giugno 1989    | 29 luglio 1992    |
| 13 | Dome si fa insegnare da Katsuhito Mizuno come si tira una forkball; durante una partita a scuola con i compagni di classe e alla quale prende parte anche Nakahata, Dome perde l'equilibrio e tira una forkball con un movimento non ortodosso, risultando in un nuovo tiro speciale dove la palla dà l'impressione di moltiplicarsi in 7 differenti copie. Torao si allena nel grattacielo dell'azienda del padre in una stanza computerizzata che simula le condizioni di gioco che il battitore necessita per allenarsi; il ricco padre lo vorrebbe in un college statunitense, ma Torao ha altri piani. |                   |                   |
| 14 | 「七色の閃光! 見たか新魔球!」 - nanairo no senkō! mita ka shinmakyū! – "Il lampo dei sette colori! Hai visto la nuova palla magica!" | 2 luglio 1989     | 31 luglio 1992    |
| 14 | Dome fa vedere il nuovo tiro speciale a Egawa: inizialmente non riesce a riprodurlo, ma Egawa consiglia al protagonista un differente movimento del polso, e alla fine Dome riesce a finalizzare il Tiro dei Sette Colori. Torao trascina i Tigers in un'altra vittoria, questa volta contro i Dragons, mentre i Giants ancora privi di Dome vengono sconfitti dagli Yokohama Taiyo Whales. Dome torna in squadra proprio per la grande sfida contro i Tigers: Torao dopo aver battuto contro Hiromi Makihara provoca Dome, ma i due si affronteranno solamente nell'ultimo inning sul risultato di 3 a 3, con i Tigers che hanno già due corridori sulle basi. |                   |                   |
| 15 | 「激突!童夢対虎雄」 - gekitotsu! warabe yume tsui torao – "Scontro! Domu contro Torao" | 9 luglio 1989     | 3 agosto 1992     |
| 15 | Nonostante il computer di Torao sia riuscito a prevedere la traiettoria a boomerang del nuovo tiro di Dome, il battitore si fa sorprendere dall'effetto del tiro che sembra moltiplicarsi e riflettere la luce dei fari del Tokyo Dome: Dome mette a segno uno strikeout utilizzando per tre volte il Tiro dei Sette Colori e alla fine Torao collassa a terra; Warren Cromartie (Clayton) segna il punto della vittoria per i Giants. |                   |                   |
| 16 | 「虎雄のスパイ大作戦!?」 - torao no supai daisakusen!? – "La grande operazione di spionaggio di Torao!?" | 16 luglio 1989    | 5 agosto 1992     |
| 16 | Dome con il nuovo tiro speciale trascina i Giants alla vittoria anche contro gli Hiroshima Toyo Carp, eliminando il battitore Wade Rowdon. Allo scopo di spiare Dome e prelevare quante più informazioni possibili da far analizzare al proprio sistema informatico, Torao decide di trasferirsi nella stessa scuola e classe del rivale: all'apparenza altezzoso ed elitista, Torao non viene apprezzato dai compagni di classe di Dome se non da Yuki, la quale diventa una sua ammiratrice. Dome esordisce come battitore nel match contro gli Yokohama Taiyo Whales, dove batte un tiro di Akio Saito e riesce a correre tutte le basi. Per volere del padre, Torao è in procinto di annunciare la sua partenza per gli Stati Uniti, ma viene fermato da Dome e dai sentimenti che prova per Yuki, e decide quindi di opporsi al genitore e di restare per poter affrontare di nuovo Dome. |                   |                   |
| 17 | 「いくぞ虎雄 真剣勝負だ」 - ikuzo torao shinkenshōbu da – "Vai Torao, è un incontro fondamentale" | 23 luglio 1989    | 7 agosto 1992     |
| 17 | I Tigers conducono la classifica della Central League seguiti da Dragons e Giants; i Giants affrontano i Dragons al Tokyo Dome, e si rinnova quindi la sfida tra Dome e Ochiai: grazie al Tiro dei Sette Colori il protagonista elimina il rivale per strikeout. Un frustrato Torao prende a mazzate il proprio computer e decide di non affidarsi più alla macchina. Arriva il giorno del secondo incontro tra Giants e Tigers con Dome e Torao che si affrontano di nuovo, e con Yuki in tribuna che sostiene il giovane battitore dei Tigers; i primi due Tiri dei Sette Colori vanno a segno, ma quando a Dome cade la palla sulla terra del campo esterno e questi chiede all'arbitro di cambiarla con una nuova, Torao intuisce che la superficie in pelle della palla gioca un ruolo nell'effetto del tiro speciale: sul terzo tiro infatti Torao con un calcio alza la terra sottostante contro la palla, annullando l'effetto riflettente di quest'ultima, e così riesce a battere il Tiro dei Sette Colori ma la respinta viene presa al volo e Torao è quindi eliminato. All'aeroporto internazionale di Narita arriva dagli Stati Uniti Andy dei Blue Sox, un'altra stella adolescente del baseball pronta ad esordire nel campionato nipponico: in realtà Andy è una ragazzina che si fa passare per maschio per poter giocare nella lega maschile, e in particolare è intenzionata a sfidare Dome. |                   |                   |
| 18 | 「謎のライバル アンディの挑戦!」 - nazo no raibaru andei no chōsen! – "La sfida del misterioso rivale Andy!" | 30 luglio 1989    | 10 agosto 1992    |
| 18 | Quando non si spaccia per Andy il giocatore di baseball, la ragazzina statunitense si chiama Melody ed è una baby-prodigio del pianoforte di fama internazionale, e volutamente familiarizza con il rivale Dome sfruttando il fatto che il ragazzo si è preso subito una cotta per lei. Kōji Yamamoto, allenatore degli Hiroshima Toyo Carp, annuncia in conferenza stampa l'arrivo del nuovo fuoriclasse statunitense Andy, il quale giocherà con la divisa numero 101 sia come lanciatore che come battitore tutto mancino, e quest'ultimo lancia subito la sfida a Dome; Andy esordisce contro i Giants privi di Dome: sul monte di lancio elimina Cromartie utilizzando il suo tiro speciale ovvero una palla submarine che dà l'impressione al battitore di sentire una melodia al pianoforte che lo distrae, mentre come battitore riesce a battere un tiro di Kuwata. Mentre Torao parte per gli Stati Uniti, Dome torna in campo contro i Tigers per pavoneggiarsi con Melody in tribuna, la quale cerca di trovare una soluzione al Tiro dei Sette Colori assegnando le note di una melodia al ritmo del tiro. |                   |                   |
| 19 | 「守るぞ!オレのメロディ」 - mamoru zo! ore no merodei – "Ti proteggero'! Mia Melody" | 13 agosto 1989    | 12 agosto 1992    |
| 19 | I Giants battono i Tigers per 3 a 1, e al termine dell'incontro Dome presenta Melody ai propri compagni di classe. Andy guida i Carp alla vittoria contro i Whales, eliminando Kazumasa Ichikawa con il proprio tiro speciale ma che emette una melodia diversa rispetto a quella utilizzata contro i Giants, e battendo una palla di Kazuhiko Endo; Yuki e Kaori diventano subito sue fan. Melody riceve in visita la madre e il nonno, e chiarisce che ora ama di più il baseball della musica. Degli uomini in nero scoprono che Andy e Melody sono la stessa persona, e iniziano a pedinare la ragazza, ma Dome prima la aiuta a fuggire e poi le regala una palla da baseball per il suo compleanno: Melody, benché sua rivale, inizia a provare sentimenti per la giovane stella nipponica. |                   |                   |
| 20 | 「アンディ覚悟! 勝負はもらった!」 - andei kakugo! shōbu hamoratta! – "Preparati a sfidare Andy!" | 20 agosto 1989    | 14 agosto 1992    |
| 20 | Dome e Melody passano una bella giornata assieme al luna park, e prima di congedarsi Dome regala alla ragazza un biglietto per la partita tra Giants e Carp al Tokyo Dome; la sera Melody nell'hotel dove risiede continua ad esercitarsi al pianoforte e crede di aver trovato una melodia che coincide con il ritmo del Tiro dei Sette Colori. Arriva il giorno della partita; Dome s'imbatte in Andy e nota che il rivale è in possesso della palla che regalò a Melody, arrivando a pensare che Andy conosce Melody: per gelosia Dome sfida Andy; Dome inoltre nota che il posto riservato a Melody viene occupato dal nonno della ragazza, e che gli uomini in nero sono presenti allo stadio. Inizia la partita e nel primo inning Dome elimina in sequenza Yoshihiko Takahashi, Kozo Shoda e un altro battitore, e lo stesso fa Andy per i Carp, lasciando entrambe le squadre a zero punti; nel secondo inning Dome elimina Takashi Osanai: il secondo battitore sarà proprio Andy. |                   |                   |
| 21 | Giappone sfida America 「いくぜ日米魔球対決!」 - ikuze nichibei makyū taiketsu! – "Andiamo! La resa dei conti della palla magica tra Giappone e USA!" | 3 settembre 1989  | 17 agosto 1992    |
| 21 | Dome realizza facilmente due strike contro Andy, con quest'ultimo che non riesce a decifrare il ritmo del tiro dei Sette Colori in quanto è influenzato dal microsistema del Tokyo Dome, e quando il pubblico inizia ad incitare Dome il battitore statunitense ha un mancamento; Dome elimina Andy con un terzo strike, ma questa volta la stella dei Carp va vicina alla battuta; Dome nota che il nonno di Melody fissa Andy per tutta la partita. Andy elimina Tatsunori Hara e altri due battitori e al termine del secondo inning le squadre sono ancora sullo 0 a 0. Nel terzo inning Dome esordisce come battitore proprio contro Andy, venendo eliminato velocemente. |                   |                   |
| 22 | Estrema decisione 「アンディ決意のマウンド」 - andei ketsui no maundo – "La determinazione di Andy dal monte di lancio" | 10 settembre 1989 | 19 agosto 1992    |
| 22 | Dopo undici inning giocati Giants e Carp sono ancora in parità col risultato di 3 a 3, nel dodicesimo inning i Carp si riportano in vantaggio ma sono i Giants a spuntarla con un fuoricampo di Hara che regala la vittoria alla squadra di Tokyo. Nei giorni successivi Dome si allena duramente per migliorare come battitore, facendosi aiutare da Nakahata; Melody prosegue nello studiare il ritmo del Tiro dei Sette Colori, s'incontra con Dome, e si affeziona sempre più al rivale. Nel tentativo di salvare un bambino dall'impatto con un camion Melody s'infortuna al braccio sinistro, causando una pessima performance di Andy contro gli Swallows: ciò verrà notato da un reporter che aveva visto Melody con la ferita, e che è già in contatto con gli uomini in nero. È il giorno della rivincita tra Giants e Carp, e negli spogliatoi una stressata e preoccupata Melody/Andy incontra Dome e si prepara a rivelare al fidanzato/avversario la verità sulla sua identità, ma Nakahata interviene e trascina via il compagno di squadra; Melody viene fotografata in divisa dagli uomini in nero, ma a quel punto vive quel momento come una liberazione. |                   |                   |
| 23 | Scontro finale 「魂をかけた大決戦!」 - tamashii wokaketa dai kessen! – "Una battaglia decisiva per l'anima!" | 17 settembre 1989 | 21 agosto 1992    |
| 23 | Inizia la partita e la prima sfida tra Dome e Andy è con il giapponese come lanciatore: Andy lascia passare i primi due tiri, ma riesce a capire il ritmo del terzo tiro e per lo stupore di tutti riesce a batterlo, la palla viene però intercettata ed Andy è eliminato. Nel terzo inning è Dome a battere contro Andy: il ragazzo è il primo battitore che riesce a colpire il tiro speciale di Andy, ma in tutti i tentativi la mazza si spezza e la palla finisce in fallo; la sorella Akane fa recapitare a Dome la mazza che fu di loro padre, e con questa riesce a ribattere la palla di Andy senza che la mazza si spezzi; ad Andy cade a terra il cappellino e si rivela essere Melody. |                   |                   |
| 24 | 「燃えあがれ! オレたちのグラウンド!」 - moe agare! ore tachino guraundo! – "Brucia! Il nostro campo!" | 24 settembre 1989 | 24 agosto 1992    |
| 24 | Con Andy che si rivela essere una ragazza il gioco si ferma immediatamente; Dome è furioso con Melody perché crede di essere stato usato per gli scopi della ragazza, ma Melody si chiarisce con Dome e i due si riappacificano. il direttore di gara annuncia la vittoria a tavolino per i Giants, in quanto i Carp facendo giocare una femmina hanno commesso un'infrazione, ma sia il pubblico che Dome inveiscono contro la decisione. Mister Yamamoto invita Melody a tornare in campo e l'incontro riprende, in quanto il comitato decise di convertire l'incontro in un test match in vista della possibilità futura di aprire la lega professionistica anche alle donne. Dome riesce finalmente a battere un fuoricampo sul tiro speciale di Melody. |                   |                   |
| 25 | 「さようならメロディ」 - sayōnara merodei – "Addio Melody" | 1º ottobre 1989   | 26 agosto 1992    |
| 25 | Al termine del quarto inning i Giants conducono per 1 a 0. Nel quinto inning Dome si ritrova a lanciare contro Melody: la ragazza è finalmente riuscita a capire la fisica del Tiro dei Sette Colori che sfrutta le turbolenze dell'area condizionata del Tokyo Dome per ottenere un veloce effetto a spirale, con in più l'illuminazione artificiale che si riflette sulla palla, e riesce a battere il tiro per ben 40 volte consecutive in fallo. La battuta finale di Melody è potente ma colpisce Dome che riesce poi a prendere la palla al volo, eliminando la ragazza; l'incontro viene terminato in quel momento con pubblico e giocatori che celebrano sia Dome che Melody. Melody annuncia a Dome che lascerà il baseball per concentrarsi sul pianoforte, e che a breve se ne andrà a Vienna; Dome promette alla ragazza di non utilizzare più il Tiro dei Sette Colori. |                   |                   |
| 26 | 「怪力少年 衝撃のデビュー!」 - kairiki shōnen shōgeki no debyu! – "L'incredibile debutto del ragazzo forzuto!" | 8 ottobre 1989    | 28 agosto 1992    |
| 26 | Dopo la partenza di Melody, Dome rende pubblica la sua relazione con la ragazza statunitense e finisce per litigare con sorella e amici; i Giants senza il loro numero ½ perdono contro i Tigers, con Cecil Fielder che batte un fuoricampo. Una sera Dome s'imbatte in Dodo, un lottatore di sumo delle Tonga: il ragazzino lo aiuta a nascondersi da un gruppo di lottatori che lo inseguiva, e successivamente lo ospita a casa sua. Dodo, che si dimostra essere eccessivamente vorace, chiede di essere accompagnato a Yokohama per recarsi nello Yokohama Stadium: qui si scoprirà che Dodo è un nuovo acquisto degli Yokohama Taiyo Whales, ed esordisce come battitore con il numero 9999 contro i Dragons, realizzando un fuoricampo con la palla che colpisce la torre marittima di Yokohama, situata ad un chilometro di distanza dal campo di gioco. |                   |                   |
| 27 | 「怪童ドードの挑戦!」 - kai warabe dodo no chōsen! – "La misteriosa sfida di Dodo!" | 15 ottobre 1989   | 31 agosto 1992    |
| 27 | Dodo ricopre anche il ruolo di esterno e grazie al suo incredibile atletismo intercetta un sicuro fuoricampo degli avversari; in battuta realizza un altro fuoricampo che fora i guantoni di due avversari. Dodo era un fuoriclasse del sumo che nel tempo perso si allenava a baseball con i compagni di heya, e venne notato dal mister Takeshi Koba che gli propose di unirsi ai Whales: Dodo dichiara di voler sfidare i tiri speciali di Dome. Arriva il giorno del match tra Giants e Whales al Tokyo Dome con Dome non convocato: Dodo batte un fuoricampo a Kuwata con la palla che buca il tetto dello stadio, e i Whales vincono l'incontro. Nella rivincita tra le due squadre Dome scende in campo e lancia contro Dodo: il ragazzino sorprende l'avversario con il Tiro Miraggio realizzando due strike, ma il terzo tiro viene battuto. |                   |                   |
| 28 | 「よみがえれ七色の魔球!」 - yomigaere nanairo no makyū! – "Rianima la palla magica dai sette colori!" | 22 ottobre 1989   | 2 settembre 1992  |
| 28 | Dodo riesce a battere il Tiro Miraggio e a correre tutte le basi, travolgendo e infortunando gravemente Nakao; Dome si rifiuta di utilizzare il Tiro dei Sette Colori per mantenere la promessa fatta a Melody, e un altro Tiro Miraggio viene battuto da Dodo in un fuoricampo; uno sconfitto Dome torna ad allenarsi. Melody viene contattata da Fujita e, convinta che solamente il Tiro dei Sette Colori può battere Dodo, telefona a Dome e gli chiede di tornare ad utilizzarlo e di modificare il tiro aggiungendo una rotazione del polso che permetterebbe di aumentare il numero di immagini residue della palla, intuizione che viene a Melody osservando i frammenti di un bicchiere di cristallo che si rompe al suolo. Si gioca un terzo incontro tra Giants e Whales: Dome lancia il nuovo Tiro dei Sette Colori a Dodo, il quale grazie alla sua vista allenata praticando caccia subacquea controsole, riesce a batterlo al primo tentativo. |                   |                   |
| 29 | 「完敗!恐るべきドード」 - kanpai! osoru beki dodo – "Sconfitto! Il terrificante Dodo" | 29 ottobre 1989   | 4 settembre 1992  |
| 29 | Dodo batte il Tiro dei Sette Colori con tal violenza da spaccare in due la palla: una metà finirà fuori campo, mentre l'altra metà verrà presa al volo da Dome, creando una difficile situazione per i direttori di gara che decidono di assegnare il fuoricampo e la vittoria ai Whales, che così ottengono la terza vittoria consecutiva contro i Giants. Consigliato da Nakahata, Dome torna ad allenarsi nella foresta di bambù per cercare di creare una nuova tecnica di tiro. |                   |                   |
| 30 | Un coach insolito 「できた!?驚異の超魔球!」 - dekita!? kyōi no chō makyū! – "Finito!? La fantastica super palla magica!" | 5 novembre 1989   | 7 settembre 1992  |
| 30 | Dodo porta i Whales alla vittoria anche contro i Tigers. Come suggerito da Nakahata, una possibile soluzione per battere Dodo è quella di riuscire a tirare una palla veloce che si avvicini ai 200 km/h: Dome si ispira a discipline come lancio del disco, lancio del giavellotto e salto con l'asta per migliorare la propria tecnica di tiro e generare velocità, con Kaori che gli regala una palla con tachimetro incorporato. Dome se ne va da solo a Yumenoshima per perfezionare la palla veloce: qui viene aiutato da un autoctono ad allenarsi utilizzando il contraccolpo della flessione del busto all'indietro, realizzando tiri ai 180 km/h; alla nuova tecnica Dome aggiunge un calcio iniziale col piede sinistro che crea un vuoto nel quale viene scagliata la palla, che a quel punto grazie alla suzione raggiunge punte di 210 km/h: è il nuovo Tiro Uragano. Nell'ultimo inning del quarto incontro tra Giants e Whales, con i primi che conducono per 5 a 4, fa il suo ingresso in campo Dome per lanciare contro Dodo. |                   |                   |
| 31 | Il Superlancio n°3 「炸裂!嵐を呼ぶ魔球!」 - sakuretsu! arashi wo yobu makyū! – "Esplosione! Una palla magica che causa una tempesta!" | 12 novembre 1989  | 9 settembre 1992  |
| 31 | Dome sfodera subito il Tiro Uragano, ma nei primi tre tentativi non è in grado di direzionare la palla verso il ricevitore; alla fine Dome riesce ad aggiustare la mira e a realizzare uno strikeout contro Dodo che dà la vittoria ai Giants, ma il potentissimo tiro che raggiunge i 256 km/h causa un enorme dispendio fisico a Dome e soprattutto al ricevitore Nakao. Al termine dell'incontro la squadra è incline a vietare l'utilizzo del Tiro Uragano per evitare infortuni ai propri catcher, ma gli stessi ricevitori Kazuhiro Yamakura e Shuzo Arita (David) decidono di sottoporsi ad allenamenti speciali per bloccare il potente tiro. |                   |                   |
| 32 | Il Lancio Uragano 「先発!めざせ勝利投手!」 - senpatsu! mezase shōritōshu! – "L'inizio! Obbiettivo: diventare un lanciatore di successo!" | 19 novembre 1989  | 11 settembre 1992 |
| 32 | I Giants giocano in casa contro i Tigers: con Yamakura alla ricezione Dome utilizza il Tiro Uragano, eliminando in serie Hisashi Ohno, Yutaka Wada e Cecil Fielder, ma negli ultimi tiri Dome lancia un paio di volte in ball; in un altro inning elimina Akinobu Okada, Akinobu Mayumi e Sasuke Nakano, con il primo che intercetta il tiro, ma la mazza si spezza all'impatto; il Tiro Uragano è molto dispendioso, e Yamakura deve far sostituire il proprio guantone logoratosi ricevendo i tiri, mentre Dome finisce per rompere la scarpa che utilizza per creare il vuoto. Negli inning successivi Dome si alterna come lanciatore e come esterno per non affaticarsi eccessivamente, e alla fine i Giants vincono per 1 a 0. Dodo è decisivo nella vittoria all'ultimo inning dei Whales contro i Carp. |                   |                   |
| 33 | In attesa della rivincita 「特訓!打倒ドード」 - tokkun! datō dodo – "Allenamento speciale! Sconfiggere Dodo" | 26 novembre 1989  | 14 settembre 1992 |
| 33 | Shuzo Arita, uno dei ricevitori dei Giants, si allena con un lanciapalle configurato per lanciare ai 260 km/h e con un guantone rinforzato con imbottiture extra. Sotto consiglio del compagno di squadra Kazunori Shinozuka, Dome si reca sulle spiagge di Punta Inubōsaki nei pressi di Chōshi per rafforzare la muscolatura nelle gambe: tra gli esercizi ai quali si sottoporrà vi sarà quello di camminare sulla sabbia calzando dei geta in metallo; incontrerà un pescatore che gli insegnerà la tecnica di lancio della canna da pesca. Alla stazione di Mishima Dodo nota che la sua vista gli permette di riconoscere le persone all'interno di un "treno proiettile" Shinkansen Serie 100 in corsa, ma quando viene a sapere dai compagni di squadra che il treno viaggia mediamente ai 200 km/h ritiene che non sia sufficiente e quindi si reca al circuito di Suzuka dove si tiene il Gran Premio del Giappone di Formula 1, con veicoli che raggiungono punte di velocità sopra i 300 km/h. |                   |                   |
| 34 | La battuta Formula 1 「砕け! F1打法」 - kudake! F1 dahō – "Break! La battuta F1" | 3 dicembre 1989   | 15 settembre 1992 |
| 34 | Dome torna in campo e i Giants ottengono un'altra vittoria contro i Dragons grazie al Tiro Uragano, con i ricevitori che non hanno più grossi problemi a intercettarlo; Dodo conduce alla vittoria i Whales contro i Carp. Dome, Nakahata, Dodo e il compagno Kenichi Yamazaki vengono invitati negli studi di Sport Flash, un programma televisivo di dibattito sportivo: Dodo afferma che riuscirà a battere il Tiro Uragano in un fuoricampo grazie alla sua Battuta Formula 1, creata dopo che ha allenato a lungo i propri occhi osservando i bolidi di Formula 1 sfrecciare ad alta velocità; Dodo promette di tornare nelle Tonga se verrà sconfitto. Inizia la sfida tra Giants e Whales, e grazie a Dome come lanciatore e a Dodo come esterno le due squadre restano sullo 0 a 0, con il tongano che realizza un triplo gioco intercettando una battuta di Cromartie; arriva il momento per Dome di lanciare contro Dodo: il battitore riesce a intercettare il Tiro Uragano numerose volte ma la respinta finisce sempre in fallo; Yamazaki consegna una mazza più corta a Dodo. |                   |                   |
| 35 | Una lezione di vita 「まさかの敗戦投手!?」 - masakano haisen tōshu!? – "Un lanciatore perdente!?" | 10 dicembre 1989  | 16 settembre 1992 |
| 35 | Dodo riesce a battere il Tiro Uragano di Dome con la mazza corta, ma l'impatto finisce per distruggere la mazza con la palla che s'impenna e viene recuperata al volo da Dome: Dodo viene quindi eliminato e i Giants vincono l'incontro, con Dome e Dodo che si stringono la mano al termine. Nel successivo match al Tokyo Dome contro i Dragons vengono messi a nudo i difetti del Tiro Uragano: Dome è convalescente da un infortunio alla gamba causato proprio dal movimento utilizzato per effettuare il tiro speciale, e il tiro stesso mette eccessivamente sotto sforzo fisico i ricevitori dei Giants; inoltre il Tiro Uragano richiede una lunga fase di caricamento che può essere sfruttata dai corridori avversari per rubare basi, cosa che avviene e che causa la sconfitta per 5 a 4 contro i Dragons. Dome negli allenamenti ha il morale sotto i tacchi, e Arita si allena con tiri ai 300 km/h. |                   |                   |
| 36 | Una mazza su misura 「宿敵ドードの秘密兵器」 - shukuteki dodo no himitsuheiki – "La nemesi: l'arma segreta di Dodo" | 17 dicembre 1989  | 17 settembre 1992 |
| 36 | Mentre Arita si allena con il lanciapalle che tira ai 310 km/h, Kuwata racconta a Dome della sua rivalità con Kazuhiro Kiyohara dei Seibu Lions; successivamente Dome si allena con i compagni nello sventare basi rubate; nel match contro i Carp i Giants fanno entrare Dome nell'ultimo inning sull'1 a 0 per la squadra di Tokyo: Dome e Nakao fanno vedere i propri miglioramenti, eliminando i battitori e difendendo le basi dai corridori. Grazie ad un fuoricampo di Dodo i Whales battono i Carp; il battitore tongano crede che la chiave per battere il Tiro Uragano sta nel colpire la palla con una parte che non è fragile oltre che ridurre la superficie d'impatto, e ha un'intuizione quando vede un monaco buddhista colpire il bonshō del tempio con lo shumoku, intuizione che lo porterà a farsi fare un prototipo di mazza da un artigiano con un design e un legno unici. Inizia un altro incontro tra Giants e Whales, e Dome lancia il Tiro Uragano contro Dodo: la nuova mazza del giocatore dei Whales ha una larga base e la utilizza proprio per colpire la palla. |                   |                   |
| 37 | Sfida all'ultimo respiro 「さらば宿命のライバル!」 - saraba shukumei no raibaru! – "Addio avversari!" | 24 dicembre 1989  | 18 settembre 1992 |
| 37 | Battendo il Tiro Uragano con la base della mazza questa non si spezza, e inoltre la mazza di Dodo ha una base a forma di sfera che riduce la superficie d'impatto e concentra il colpo sul centro della palla: ne risulta una battuta che manda la palla fuori dallo stadio, ma la direzione è sbagliata e viene contato come fallo; dopo numerosi tentativi in fallo, Dodo riesce a colpire la palla e a mandarla in campo e si appresta a correre tutte le basi, ma a pochi metri dalla casa base il giocatore tongano crolla a terra per gli eccessivi sforzi e viene eliminato. Alla stadio sono presenti anche i genitori di Dodo: il padre aspirava a diventare un campione di sumo, ma non ne fu in grado, ed è contento nel vedere che il figlio è riuscito a sfondare nel baseball; al termine dell'incontro Dodo annuncia che si ritira dal baseball per tornare a praticare sumo nel tentativo di riuscire nell'impresa che non riuscì al padre. L'intera squadra di Giants si presenta in classe di Dome nel ruolo di suo padre. |                   |                   |
| 38 | Carlos, rivale misterioso 「華麗なる挑戦者 カルロス登場!」 - karei naru chōsensha karurosu tōjō! – "Il fantastico rivale Carlos fa la sua comparsa!" | 7 gennaio 1990    | 19 settembre 1992 |
| 38 | I Giants s'impongono sui Tigers e, grazie alla sconfitta dei Carp contro i Whales, si ritrovano ad una sola vittoria dal numero magico che li decreterebbe campioni della Central League. I Giants sono pronti al match decisivo per la vittoria del campionato contro gli Hiroshima Toyo Carp, e recandosi allo stadio in auto Dome e Nakahata vengono bruciati da una Porsche 959 rossa guidata da un individuo con cappello; l'incontro è sul 3 pari e fa il suo ingresso in campo un misterioso nuovo giocatore per i Carp, ovvero lo spagnolo Carlos: costui è un interno di terza base che entra nel ruolo di battitore vestendo un traje de luces da torero sulle note del Preludio della Carmen, proviene da una famiglia di nobili, e si tratta della persona che guidava la Porsche rossa; inoltre veste la divisa numero 101 che era di Melody, cosa che manda Dome su tutte le furie: Dome sente in Carlos non la presenza di un rivale, ma bensì di un nemico. Dome scaglia il Tiro Uragano e Carlos, utilizzando una tecnica simile alla scherma con spada, riesce incredibilmente a ribattere il potente tiro utilizzando una sola mano: la palla s'impenna e sembra facile preda degli esterni dei Giants, ma la palla stessa è carica di effetto e sfugge dai guantoni dei giocatori, e così i Carp vanno in vantaggio per 4 a 3.                                                               |                   |                   |
| 39 | Il segreto di Carlos 「魔打法の謎を追え!」 - ma dahō no nazo wo oe! – "Scopri il mistero delle battute magiche!" | 14 gennaio 1990   | 21 settembre 1992 |
| 39 | Dopo aver portato in vantaggio i Carp, Carlos lascia lo stadio a partita ancora in corso, partita che termina col risultato di 4 a 3 per la squadra di Hiroshima; il nuovo fuoriclasse fa lo stesso anche contro i Dragons e i Whales, dove ancora una volta la sua Battuta Magica si rivela impossibile da bloccare per via della forte rotazione della palla che arriva a logorare i guantoni degli avversari, o che cambia direzione in aria. Torao entra in contatto con Dome tramite una videochiamata olografica e mette al corrente l'ex rivale riguardo ai dati raccolti sul conto di Carlos: lo spagnolo è un ex campione europeo di scherma, vincitore della Parigi-Dakar, e ha praticato anche calcio e pugilato, e in tutti gli sport si è reso noto per il suo atteggiamento violento volto a infortunare gli avversari. Nel match tra Giants e Tigers Tatsunori Hara avverte una contrattura al polpaccio sinistro dovuto anche al movimento fatto quando cercò di intercettare la Battuta Magica di Carlos; inizia un nuovo incontro tra Giants e Carp al Tokyo Dome, e Dome e Carlos sono di nuovo faccia a faccia in campo. |                   |                   |
| 40 | Guai in vista per i Giants 「ジャイアンツの危機を救え!」 - jaiantsu no kiki wo sukue! – "Salva i Giants dal pericolo!" | 21 gennaio 1990   | 22 settembre 1992 |
| 40 | Carlos batte intenzionalmente il Tiro Uragano in direzione di Cromartie che non riesce a trattenere la palla, e ciò causa una lite tra il giocatore dei Giants e un nervoso Dome; successivamente Carlos fa vedere le sue grandi doti anche in fase di difesa, recuperando numerose palle battute dagli avversari e lasciando i Giants senza punti fino al fuoricampo battuto da Dome che dà il primo punto alla squadra di casa. Dal quinto inning Carlos utilizza ancora la sua Battuta Magica che i difensori dei Giants non riescono a bloccare, con seguente battibecco tra Dome e i compagni Nakahata e Nakao; Fujita decide di mettere Dome come esterno che così prova sulla propria pelle l'effetto della battuta di Carlos, ma il numero ½ riesce ad eliminare lo spagnolo difendendo la base con un Tiro Uragano; i reporter in tribuna notano che Carlos ha volutamente rallentato per farsi eliminare e per lasciare che l'ego di Dome distrugga lo spogliatoio dei Giants. |                   |                   |
| 41 | Bob in trappola 「危うし!狙われた童夢」 - abunau shi! nerawa reta warabe yume – "Pericoloso! Domu viene bersagliato" | 28 gennaio 1990   | 23 settembre 1992 |
| 41 | La Battuta Magica di Carlos miete vittime anche nell'incontro seguente con i Tigers, e ora i Giants capolista sentono il fiato dei Carp sul collo essendo quest'ultimi molto vicini in classifica. Si gioca ancora Giants contro Carp al Tokyo Dome e la Battuta Magica dello spagnolo è ancora inarrestabile come anche il suo gioco difensivo; Carlos regala la vittoria ai Carp all'ultimo inning rubando le rimanenti basi ed anticipando il Tiro Uragano di Dome con un intervento violento che fa cadere la palla dal guantone del ricevitore dei Giants; Fujita fa notare a Dome che Carlos sta bersagliando proprio il ragazzino per cercare di umiliarlo, e l'infortunato Hara viene messo in panchina per osservare il particolare effetto delle palle battute da Carlos: sembra infatti che il numero 101 dei Carp riesce intenzionalmente a dare un effetto alla palla con il colpo di mazza. Il giorno dopo Dome e Hara sono al parco per una chiacchierata, quando un ragazzino che gioca a baseball con i compagni batte una palla a campanile che prende lo stesso effetto delle battute di Carlos. |                   |                   |
| 42 | Allenamento intensivo 「特訓開始! 打ち取れ魔打法」 - tokkun kaishi! uchi tore ma dahō – "Inizia l'allenamento speciale!" | 4 febbraio 1990   | 24 settembre 1992 |
| 42 | La palla utilizzata dai ragazzini è di gomma, e Dome e Hara la utilizzano per allenarsi con quest'ultimo che la batte cercando di emulare la tecnica di Carlos: sembra infatti che lo spagnolo riesce a dare un effetto alla palla colpendola di taglio con la mazza; i giocatori dei Giants inizieranno un allenamento speciale utilizzando palle private di una parte. Giants e Carp giocano un altro incontro e al settimo inning i primi sono in vantaggio, ma fa il suo ingresso in campo Carlos, al che Fujita accetta di far entrare un motivato Dome che segna subito uno strike ai 270 km/h; il seguente Tiro Uragano viene battuto da Carlos, ma gli esterni dei Giants sono ora allenati ad intercettare i cambi di direzione delle risposte del battitore dei Carp, e riescono a bloccare la palla eliminando tutti i corridori avversari. È l'ultimo inning della partita, e Carlos batte il Tiro Uragano di Dome in un fuoricampo, dando la vittoria al team di Hiroshima. |                   |                   |
| 43 | Una giornata da dimenticare 「盗まれた魔球!」 - nusuma reta makyū! – "La palla magica viene rubata!" | 11 febbraio 1990  | 25 settembre 1992 |
| 43 | La madre di Dome ha un sussulto quando sente nominare Carlos, e trova tra i documenti del defunto marito proprio una lettera di sfida a nome dell'atleta spagnolo. Melody, preoccupata per Dome, inizia ad investigare su Carlos e vola a Lisbona per incontrare Stefano, un campione olimpico di scherma che venne sconfitto e umiliato da Carlos in un duello privato: Stefano dopo anni è ancora traumatizzato dallo scontro con lo spagnolo nel quale vede qualcosa di demoniaco, e afferma che tutti i campioni sconfitti da Carlos abbandonarono lo sport; Stefano ricorda che Carlos iniziò a duellare atleti dopo che venne battuto da un giocatore di baseball giapponese. Nel frattempo i Carp superano i Whales e Carlos riesce a battere le palle degli avversari imprimendo alla palla lo stesso effetto del Tiro Miraggio di Dome. |                   |                   |
| 44 | Sfida tra Giants e Carp 「夢人対カルロス かくされた真実!」 - yumeto tsui karurosu kakusareta shinjitsu! – "Yumeto contro Carlos: la verità nascosta!" | 18 febbraio 1990  | 26 settembre 1992 |
| 44 | Carlos riferisce a Dome che è venuto in Giappone per trovare un avversario che potesse impegnarlo seriamente e che credeva di averlo trovato in Dome stesso, e dice a Dome che si prenderà la sua divisa dei Giants perché la prossima partita che il ragazzino giocherà contro i Carp sarà l'ultima della sua carriera. La madre di Dome ricorda che il marito affrontò Carlos al Korakuen Stadium in una piovosa notte, e che prima di morire le consegnò una lettera contenente indicazioni su come sconfiggere lo spagnolo, in quanto Yumeto era convinto che il diabolico iberico sarebbe tornato per Dome. Melody arriva in Giappone e prega Dome di non giocare più contro Carlos, il quale si rivela essere un genio dello sport, ma Dome scende comunque in campo contro i Carp: ancora una volta faccia a faccia contro Carlos, un nervoso Dome vede il proprio tiro battuto, e questa volta la palla battuta prende l'effetto del Tiro dei Sette Colori. |                   |                   |
| 45 | Bob lascia il baseball 「童夢、引退宣言!?」 - warabe yume, intaisengen!? – "Domu si ritira!?" | 25 febbraio 1990  | 28 settembre 1992 |
| 45 | Dopo aver subito la risposta di Carlos, Dome ha un mancamento, ma riesce a continuare a giocare; il giovane dei Giants non può nulla quando Carlos batte in un fuoricampo il Tiro Uragano e la palla si schianta sul tabellone elettronico proprio sul nome di Dome: il protagonista crolla a terra privo di sensi, e viene portato fuori dal campo da Nakahata allo scrosciare degli applausi di tifosi e giocatori di ambo le squadre, ad eccezione di Carlos. 9 anni prima Carlos venne sconfitto da Yumeto, padre di Dome, in un duello dove lo spagnolo avrebbe dovuto battere uno dei sette tiri dell'asso nipponico: Yumeto umiliò il rivale con le sue palle slider, realizzò sette strike consecutivi e bloccò la mazza scagliata da uno frustrato Carlos in direzione del volto; da quel momento Carlos vagò affrontando campioni di vari sport per cercare di lavare l'onta, ma non riuscì mai a sentirsi appagato, finché non venne a sapere di Dome e delle sue fenomenali prestazioni nella NPB. Dome si risveglia e annuncia che lascerà il baseball. |                   |                   |
| 46 | 「立ち上がれ!再びマウンドへ」 - tachiaga re! futatabi maundo he – "Rialzati! Torna sul monte di lancio" | 4 marzo 1990      |                   |
| 46 | Uno sconsolato Dome fugge da casa e in tarda sera si rifugia in un izakaya dove prende parte ad una competizione nella quale dovrà ingurgitare una gran quantità di ramen; nel locale incontrerà Dodo che per la notte lo ospiterà nell'heya dove vive con gli altri rikishi. Il giorno dopo va a trovare Melody e successivamente incontra anche Torao: entrambi si oppongono all'idea che Dome lasci il baseball, con Torao che rifila un pugno all'ex rivale. Si gioca una delle ultime sfide tra Giants e Carp con questi ultimi ai quali basta una vittoria per aggiudicarsi il primo posto nella Central League, ma Carlos dà forfait in quanto interessato solamente ad affrontare Dome: per l'incontro i Giants recuperano Sadaaki Yoshimura, convalescente da un tremendo infortunio al ginocchio sinistro, il quale con una sua battuta dà la vittoria ai Giants e in un'intervista al termine dell'incontro invita Dome a tornare in squadra. |                   |                   |
| 47 | 「究極の魔球誕生!?」 - kyūkyoku no makyū tanjō!? – "La nascita della palla magica definitiva!?" | 11 marzo 1990     |                   |
| 47 | Alla guida di un elicottero Torao porta Dome presso la base di ricerca di un'agenzia spaziale di proprietà del padre, dove sono presenti anche Melody e Dodo: gli ex rivali di Dome hanno fatto analizzare al computer del centro spaziale le informazioni su Carlos e sono arrivati alla conclusione che è necessario sviluppare un tiro che eserciti una velocissima rotazione alla palla sul proprio asse; nel frattempo Carlos ha un incubo nel quale vede Dome e Yumeto. Mentre Dome si allena per sviluppare il nuovo tiro speciale utilizzando dei dispositivi altamente tecnologici fornitigli da Torao, la sorella Akane va a fargli visita e gli recapita il documento scritto dal padre con indicazioni su come sconfiggere Carlos; nel frattempo i Giants affrontano nuovamente i Carp nella penultima sfida di campionato: costretti alla vittoria, il team di Tokyo fatica inizialmente ma trova la vittoria grazie a Tatsunori Hara, raggiungendo i rivali in classifica in vista dell'incontro finale, e Hara stesso in diretta TV invita Dome a tornare in squadra. |                   |                   |
| 48 | 「これだ!友情の新魔球」 - koreda! yūjō no shinmakyū – "Eccola! La nuova palla magica dell'amicizia" | 18 marzo 1990     |                   |
| 48 | Dome prosegue con lo sviluppo del nuovo tiro speciale, e cadendo in un precipizio realizza che per completare il tiro deve aumentare la forza centrifuga aggiungendo una rotazione del corpo; nel frattempo Carlos deve affrontare i fantasmi di un passato difficile a causa delle pressioni della famiglia, in particolare della madre. La sfida finale tra Giants e Carp ha inizio, e Dome una volta completato il proprio tiro speciale viene aiutato da un camionista a raggiungere il Tokyo Dome: la giovane stella fa il suo ingresso nel nono ed ultimo inning sul risultato di 4 a 3 per i Giants, con Carlos in panchina. |                   |                   |
| 49 | Gloria ai Giants 「輝け!栄光の巨人軍(ジャイアンツ)」 - kagayake! eikō no kyojingun (jaiantsu) – "Splendete! Gloriosi giganti (Giants)" | 25 marzo 1990     | 30 settembre 1992 |
| 49 | Dome sfoggia immediatamente il nuovo tiro speciale, il quale imprime una rotazione talmente veloce alla palla sul proprio asse tale da creare un buco nero, il cui campo gravitazionale attira la mazza del battitore e la rende difficile da controllare: Dome riesce infatti ad eliminare Kiyoyuki Nagashima il quale ribatte il tiro in malo modo. Fa il suo ingresso in campo Carlos che lascia passare il primo tiro di Dome, ma sul secondo tiro ha un'intuizione e batte la palla con un movimento verticale sull'asse opposto a quello di rotazione della palla: il tiro viene quindi ribattuto con potenza ma la palla finisce in fallo; anche il successivo tiro speciale di Dome viene battuto in fallo, e dopo essere stato confortato dai compagni di squadra un calmo Dome sfodera una palla slider simile ai tiri che resero celebre il padre Yumeto: Carlos riesce a rispondere con una battuta bassa che viene intercettata da Kazunori Shinozuka il quale lancia a Koichi Ogata che a sua volta manda la palla a Kaoru Okazaki, eliminando così Shinji Nishida e Carlos e decretando la vittoria della Central League per i Giants. Al termine dell'incontro Dome e Carlos si stringono la mano. |                   |                   |

## Distribuzione
| Regione     | Titolo                                                  | Rete trasmittente | Data          |
| ----------- | ------------------------------------------------------- | ----------------- | ------------- |
| Giappone    | Miracle Giants Dome-kun (ミラクルジャイアンツ童夢くん?) | Nippon Television | 2 aprile 1989 |
| Hong Kong   | 少棒小魔投S, Shǎo bàng xiǎo mó tóuP                     | TVB Jade          | 1991          |
| Italia      | Voglia di vittoria                                      | Italia 7          | 1992          |
| Portogallo  | O Pequeno Génio do Beisebol                             | RTP1, RTP2        | 1993          |
| Catalogna   | Dome, el petit geni del beisbol                         | TV3               |               |
| Mondo arabo | in arabo نصف بطل‎?, Mezzo eroe                           |                   |               |